# Đát Kỷ Trụ Vương
Đát Kỷ Trụ Vương (tiếng Anh: Gods Of Honour), nguyên tên gốc Phong Thần Bảng (封神榜) là một bộ phim truyền hình do đài TVB của Hồng Kông phát hành ngày 23 tháng 7 năm 2001.

## Lịch sử
Phim dựa theo tiểu thuyết thần thoại Phong Thần Diễn Nghĩa của Hứa Trọng Lâm. Phim dài 40 tập với sự tham gia của Trần Hạo Dân, Tiền Gia Lạc, Ôn Bích Hà, Diệp Tuyền, Lý Gia Thanh, Nguyên Hoa, Uyển Quỳnh Đan, Dương Uyển Nghi.

## Diễn viên
- Trần Hạo Dân vai Lý Na Tra
- Tiền Gia Lạc vai Dương Tiễn/Nhị lang thần
- Ôn Bích Hà vai Tô Đát Kỷ
  - Huỳnh Mỹ Kỳ vai Tô Đát Kỷ lúc nhỏ
- Diệp Tuyền vai Dương Liên Hoa
- Lý Gia Thanh vai  Lôi Chấn Tử
- Nguyên Hoa vai Lý Tịnh
- Uyển Quỳnh Đan vai Ân Thập Nương
- Dương Uyển Nghi vai Hoàng Nhan
- Thang Doanh Doanh vai Liễu Tỳ Bà
- Trịnh Tử Thành vai Trụ Vương
- Viên Thái Vân vai Tô Ngưng Hương
- La Lạc Lâm vai Cơ Xương
- Lư Khánh Huy vai Bá Ấp Khảo
- Trương Tùng Chi vai Cơ Phát
- Dư Tử Minh vai Khương Tử Nha
- Lý Quốc Lân vai Thân Công Báo
- Vương Vỹ vai Tô Hộ
- Lưu Ngọc Thúy vai Đặng Thuyền Ngọc
- Vi Gia Hùng vai Thổ Hành Tôn
- Lỗ Chấn Thuận vai Tỷ Can
- Ngao Gia Niên vai Lý Mộc Tra
- Đặng Triệu Tôn vai Lý Kim Tra
- Vương Vỹ Lương vai Đặng Cửu Công
- La Lan vai Diêu Thiên Hương
- Lữ San vai Hoàng hậu
- Lâm Kỳ Hân vai Lý Nghê Thường
- Quan Tinh vai Ma Lễ Thanh
- Đặng Nhữ Siêu vai Ma Lễ Hải
- Trịnh Gia Sinh vai Ma Lễ Hồng
- Trần Địch Khắc vai Ma Lễ Thọ
- Tăng Vỹ Quyền vai Hoàng Phi Hổ
- Trần An Oánh vai Từ Như Ngọc
- Đàm Quyền Huy vai Hoàng Thiên Hóa
- Trần Miễn Lương vai Khang Bá
- Đàm Nhất Thanh vai Đế Ất
- Thái Quốc Khánh vai Văn Trọng
- Quách Đức Tín vai Triệu Công Minh
- Hoàng Thiên Đạc vai Mai Bá
- Tổ Tôn Ni Á vai Trang Công Công
- Lưu Thâm Nghi vai Cao Tiến Trung
- Phùng Hiểu Văn vai Cửu vĩ hồ
- Chu Kiện Quân vai Khương Hoàn
- Du Tiêu vai Ân Giao
- Tưởng Khắc vai Ân Hồng
- Diêu Lạc Di vai Dương Quý Phi
- Dương Di vai Trần Quý Phi
- Phó Sở Hủy vai Lý Quý Phi
- Tăng Tuệ Vân vai Xuân Mai
- Tăng Thủ Minh vai Diêm vương
- Lý Hồng Kiệt vai Phán Quan
- Vương Duy Đức vai Thiên Lý Nhãn
- Lương Kiện Bình vai Thuận Phong Nhĩ
- Dư Mộ Liên vai Phong Bà Bà
- Trương Anh Tài vai Dương Tiến
- Lưu Quế Phương vai Liễu An
- Tôn Quý Khanh vai Tây Kỳ Thư Trai lão sư
- Tiêu Hùng vai Trương Đạo Nhân
- Thiệu Trác Nghiêu vai đại phu
- Lăng Hán vai quản gia